# Thomas Losonczy
Thomas John Losonczy (Passaic, 19 luglio 1953) è un ex schermidore statunitense.

## Biografia
Ha partecipato ai Giochi della XXI Olimpiade di Montréal nel 1976.

## Palmarès
In carriera ha conseguito i seguenti risultati:
- Giochi Panamericani:

Città del Messico 1975: argento nella sciabola a squadre.